# The Essential Bob Dylan (2010)
 (février 2015).
Si vous disposez d'ouvrages ou d'articles de référence ou si vous connaissez des sites web de qualité traitant du thème abordé ici, merci de compléter l'article en donnant les références utiles à sa vérifiabilité et en les liant à la section « Notes et références ».
The Essential Bob Dylan est une compilation de Bob Dylan sortie en 2010 dans un coffret de deux disques. 
Cette compilation appartient à la série The Essential de Columbia. Elle englobe la carrière de Bob Dylan de Blowin' in the Wind, sortie sur l'album The Freewheelin' Bob Dylan (1963) jusqu'à Things Have Changed, extrait de la bande originale du film Wonder Boys (1999).

## Titres

### Disque 1
1. Blowin' in the Wind – 2:48
2. Don't Think Twice, It's All Right – 3:39
3. The Times They Are a-Changin – 3:13
4. It Ain't Me, Babe – 3:35
5. Maggie's Farm – 3:54
6. It's All Over Now, Baby Blue – 4:16
7. Mr. Tambourine Man – 5:28
8. Subterranean Homesick Blues – 2:19
9. Like a Rolling Stone – 6:09
10. Positively 4th Street – 3:55
11. I want you
12. Just Like a Woman – 4:52
13. Rainy Day Women No. 12 & 35 – 4:36
14. All Along the Watchtower – 2:32
15. Lay lady lay
16. If Not For You
17. You Ain't Goin' Nowhere
18. I Shall Be Released
19. Knockin' on Heaven's Door – 2:32
20. Tangled Up in Blue – 5:43
21. Forever Young – 4:58

### Disque 2
1. Shelter from the Storm – 5:03
2. Hurricane - 8:31
3. Gotta Serve Somebody – 5:25
4. Groom's Still Waiting At The Altar - 4:03
5. Jokerman – 6:17
6. Everything Is Broken – 3:14
7. Blind Willie McTell - 5:52
8. Not Dark Yet – 6:30
9. Make You Feel My Love - 3:31
10. Dignity - 5:35
11. Things Have Changed – 5:08
12. Mississippi - 5:19
13. Thunder On The Mountain - 5:52
14. When The Deal Goes Down - 5:00
15. Beyond Here Lies Nothing - 3:51